# Erik Ahlgren i Ala
Erik Ahlgren (i riksdagen kallad Ahlgren i Ala), född 16 september 1847 i Hässjö församling, Västernorrlands län, död där 7 oktober 1939, var en svensk lantbrukare och politiker.
Ahlgren var som riksdagsman ledamot av riksdagens andra kammare 1891–1893, invald i Njurunda, Indals och Ljustorps tingslags valkrets. Han var även nämndeman, kommunalordförande och landstingsman.